# 櫻紅閃光美洲鱥
櫻紅閃光美洲鱥（学名：Luxilus cerasinus）为輻鰭魚綱鯉形目雅羅魚科的其中一種。分布於北美洲美國維吉尼亞州、北卡羅萊納州，體長可達11公分，棲息在水質清澈具岩石底質的急流，可能會築巢產卵。

## 扩展阅读
維基物種上的相關：櫻紅閃光美洲鱥